# 201372 Sheldon
201372 Sheldon este un asteroid din centura principală de asteroizi.

## Descriere
201372 Sheldon este un asteroid din centura principală de asteroizi. A fost descoperit pe 10 octombrie 2002 la Apache Point Observatory în cadrul programului Sloan Digital Sky Survey. Asteroidul prezintă o orbită caracterizată de o semiaxă mare de 3,09 ua, o excentricitate de 0,16 și o înclinație de 16,9° în raport cu ecliptica.